# Pont de les Femades
El Pont de les Femades és una obra romana del Pont d'Armentera (Alt Camp) protegida com a Bé Cultural d'Interès Local.

## Descripció
Es conserven diversos fragments de l'antic aqüeducte romà que duia l'aigua a Tarragona, per bé que molt modificats pel fet d'haver estat reutilitzat al llarg dels anys. Sembla que rebia les aigües del Gaià, a uns 4 km dels Pont, en el lloc denominat "el Molinet", actualment del terme de Querol. El nivell de l'antic traçat es pot seguir a ambdós costats del torrent de Rupit.

## Història
Es té constància que a l'octubre de 2004 es feren unes obres de restauració del pont on se l'arrebossà, tapant així l'estructura de pedra original.